# ياكوب فون دانر
ياكوب هاوينسشيلد فون دانر (بالألمانية: Jakob von Danner)‏ (و. 1865 – 1942 م) هو ضابط ألماني، ويحمل رتبة عسكرية فريق أول، توفي في ميونخ، عن عمر يناهز 77 عاماً.

## جوائز
حصل على جوائز منها:
- Military Merit Cross III. Class ‏
- Order of the Red Eagle 4th Class  [لغات أخرى]‏